# バウレ王国
バウレ王国 (Baouléman)は、18世紀の終わり頃、ナナン・アブラ・ポクがアサンテマンからコートジボワール中央部へと脱出したことによって建国された国である。「バウレマン」とはバウレ人の国(または王国)ということである。

## 歴史
17世紀の終わりから18世紀の初めにかけて、現在のガーナのアカン人の間では何度も戦争がおこり、オセイ・トゥトゥ王の死後はアシャンティの王朝の中で争いが起こったため、人々は平和を求め、クマウィン川(コモエ川)西方へと波状に移住していった。
1701年、エドゥンク、フェヤセでの2つの決戦でデンキーラ軍は敗退した。ンティム・ギャカリ王の悲劇的な死にもかかわらず、バドゥ・アクラフィ・ブレムポンの率いるデンキラはアシャンティに必死に抵抗したものの、アシャンティに順番に捕縛された。その後、デンキーラ人の移動は四方に対して大規模なものとなった。デンキーラ人はワッサのムポホへ、アキエムへ、そして海岸の方角へと移住した。移民の大部分はアオウィンやセフウィの領土を通過して後のバウレに永住する。これが1701年から1706年にかけて起きたアランギラ入植である。
アサンテヘネの死去に伴って、オポク・ワレは、クシ・オボドムを即位させた後、アブラ・ポクの兄弟で正嫡出子のダコを暗殺してしまった。アブラ・ポクの支持者や親族の虐殺は、オセイ・トウトゥが建国したアシャンティ王国の大分裂につながった。こうして、女王アブラ・ポクに率いられた平和と正義を愛するアシャンティ人の一部は、現在のコートジボワール中央部に定住し「バウレマン」を建国した 。
アシャンティからの亡命の旅路の途中で、バウレ人は女王アブラ・ポクの姉妹の一人であるタノ・アジョが定住していたティアサレに立ち寄った。ブアケ地方に到着すると、ポクとその従者らはンドラヌアンのニヤモヌに居を構えた。彼女が亡くなると、姪のアクワ・ボニが後を継いだ。彼女は新たな土地を征服し、バウレマンに現在の地理的外形を与えた。バウレマンの範囲は約30,000平方キロメートルで、ブアケからティエビスー、ヤムスクロ、トゥモディ、ベウミから白バンダマとンジの間にあるダウクロ、ディンボクロまで及ぶものである。ニヤモヌを離れたアクワ・ボニは、さらに西にワレボ（ウアレボ）村を作った。アクワ・ボニが1790年にヤウレで死ぬと、遺骨はワレボ村に持ち帰られて埋葬された。ワレボ村はその後サカソーと改名されたが、この地域と人々はワレボ（ウアレボ）という名前を保った。 · 。